# Aziliano
L'aziliano è una cultura archeologica identificata in Europa, particolarmente in Spagna settentrionale e Francia meridionale, appartenente al Mesolitico, ed è temporalmente databile tra 12.000 e 9.500 anni fa.

## Etimologia
Il concetto di aziliano fu introdotto dall'archeologo e studioso della preistoria francese Édouard Piette nel 1889, per descrivere la cultura a cui appartenevano i ritrovamenti nella grotta del Mas-d'Azil, il sito eponimo situato nel dipartimento dell'Ariège, nei Pirenei francesi. In questo giacimento, strati contenenti ciottoli dipinti ed arpioni piatti erano interposti tra gli strati del Magdaleniano e del Neolitico.

## Descrizione
L'Aziliano, tradizionalmente è ritenuto lo stadio più antico della sequenza mesolitica occidentale e testimonia un ritorno a climi più miti, in cui la renna cedette il posto al cervo come principale preda di caccia. Da alcuni, l'Aziliano viene considerato lo stadio finale del magdaleniano.
In questa industria litica comparvero raschiatoi molto corti, punte caratteristiche (punte o bipunte allungate) ottenute mediante ritocco erto diretto e con andamento curvo e in seguito definite aziliane, segmenti e triangoli ottenuti con la tecnica dei microbulino. Nell'industria su materiali duri di origine animale (quali ossa e corna), più povera di quella maddaleniana, comparve un arpione corto, tozzo e piatto, con pochi denti disposti su uno o entrambi i lati, con base talora forata.

## Galleria d'immagini

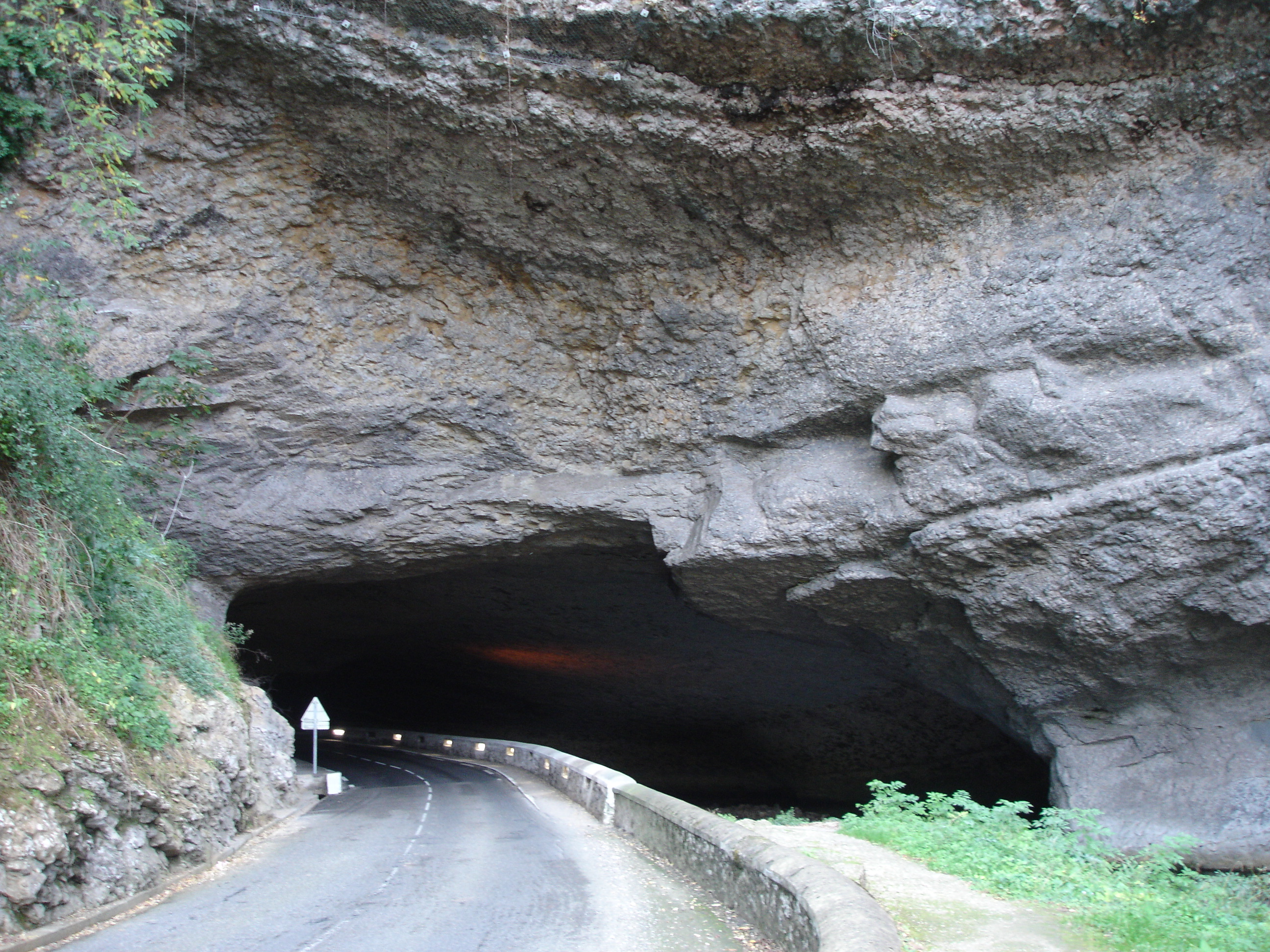
Grotta del Mas d'Azil, il sito eponimo dell'aziliano. Entrata nord.
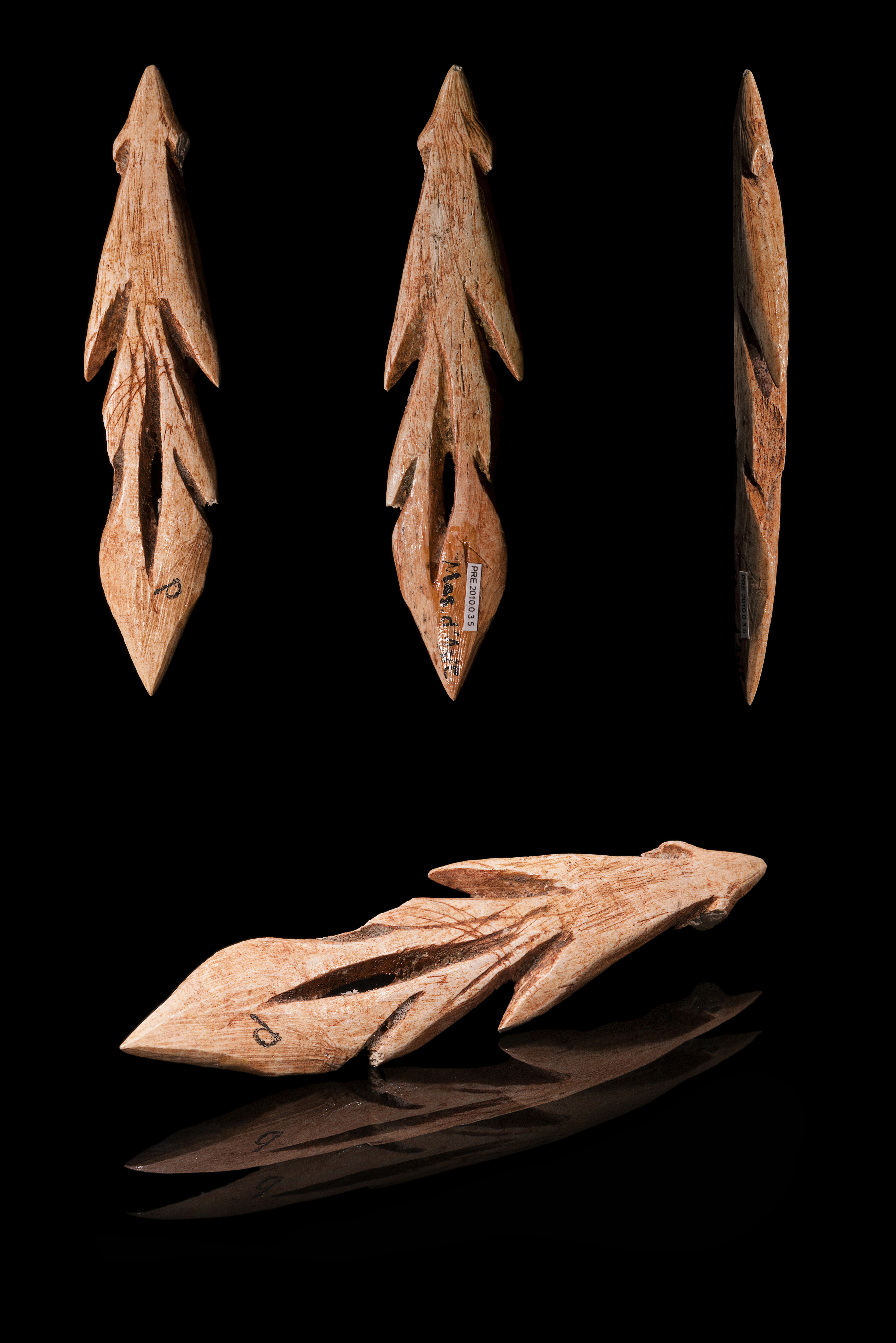
Arpione dell'Aziliano.
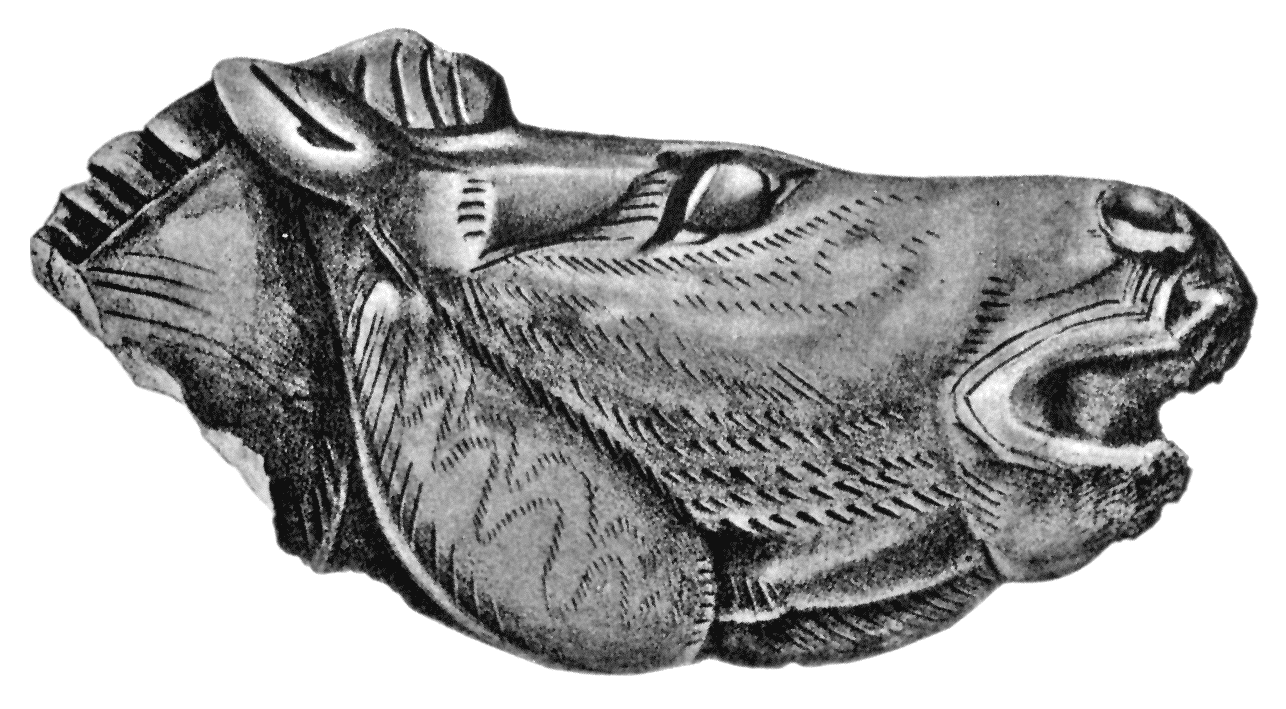
Testa di cavallo del Mas d'Azil.
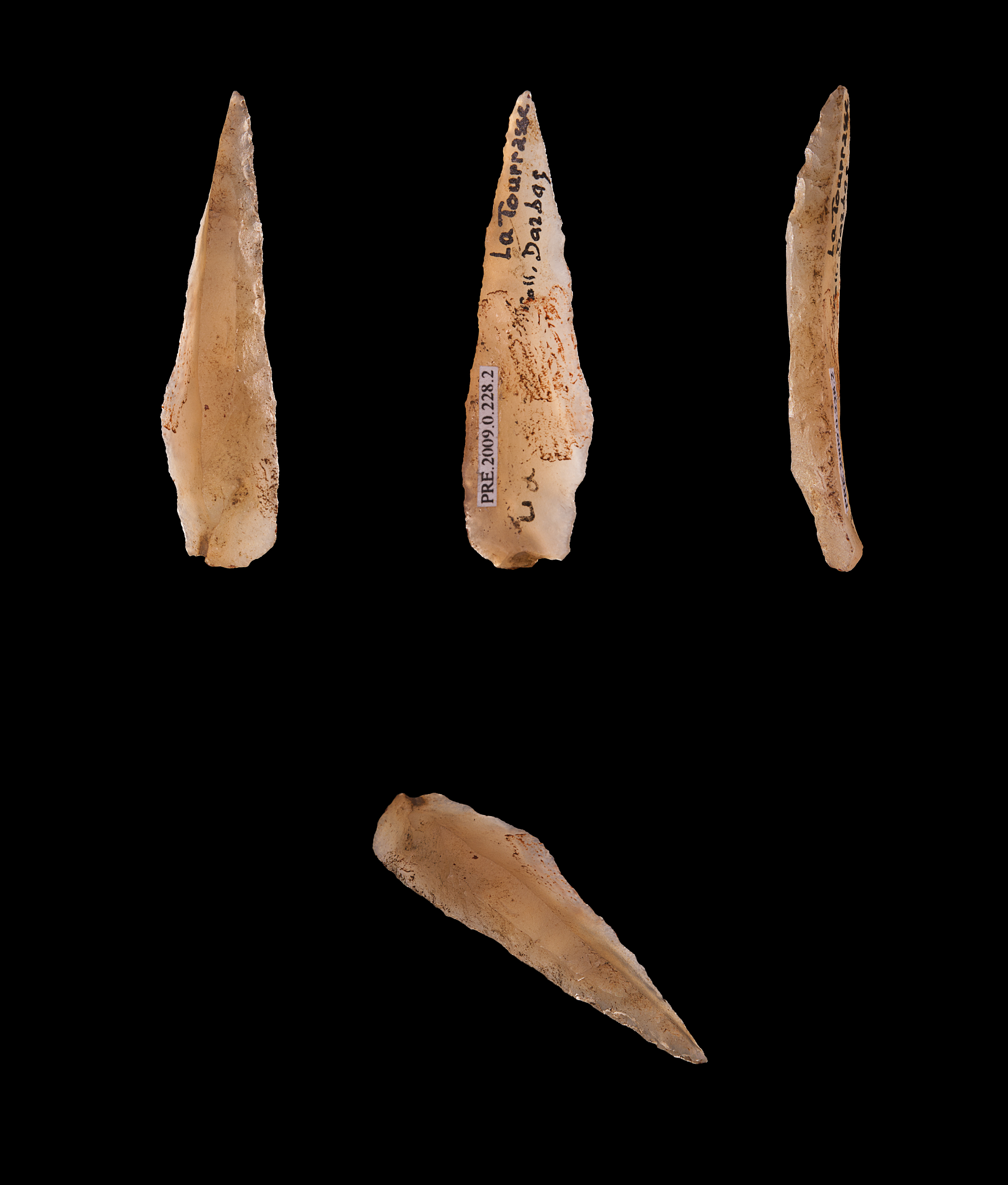
Punta dell'Aziliano.
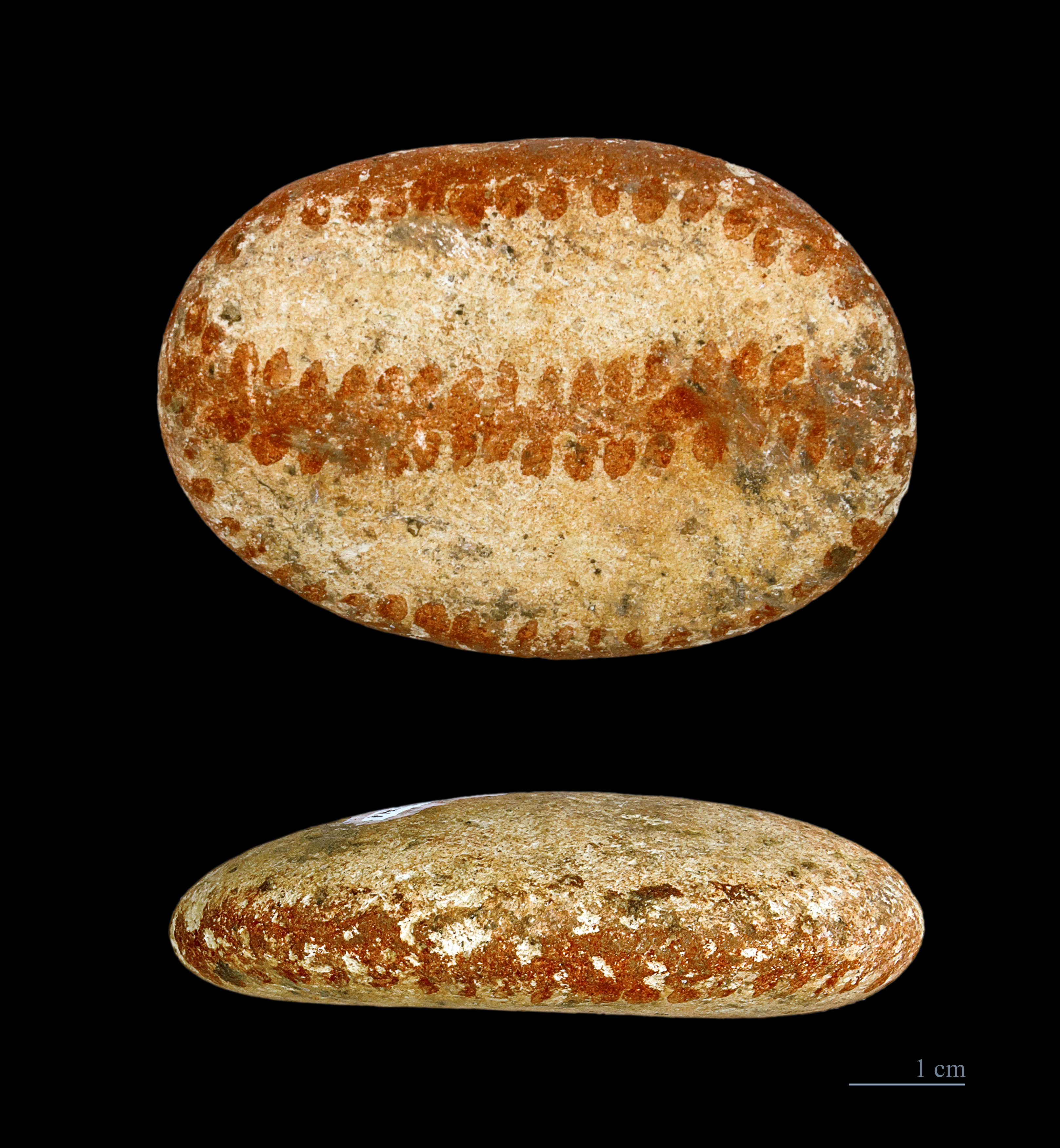
Ciottolo decorato dell'Aziliano.